# 卵叶柃
卵叶柃（学名：Eurya ovatifolia）为山茶科柃木属下的一个种。